# Odontomyia bermudensis
Odontomyia bermudensis is een vliegensoort uit de familie van de Stratiomyidae. De wetenschappelijke naam van de soort is voor het eerst geldig gepubliceerd in 1913 door Johnson.